# AS Mineurs
Association Sportive des Mineurs de Sangarédi w skrócie AS Mineurs – gwinejski klub piłkarski, grający w drugiej, a niegdyś w pierwszej lidze gwinejskiej, mający siedzibę  w mieście Sangarédi.

## Sukcesy
- Puchar Gwinei[1]
  - finał (1): 1998.

## Występy w afrykańskich pucharach
| Sezon | Rozgrywki                 | Runda       | Kraj              | Klub             | Dom | Wyjazd | Dwumecz      |
| ----- | ------------------------- | ----------- | ----------------- | ---------------- | --- | ------ | ------------ |
| 1999  | Puchar Zdobywców Pucharów | 1           | Liberia           | LPRC Oilers      | 1–0 | 0–1    | 1–1 (k. 4–3) |
| 1999  | Puchar Zdobywców Pucharów | 2           |                   | Al-Shat Trypolis | 3–0 | 3–0    | 6–0          |
| 1999  | Puchar Zdobywców Pucharów | ćwierćfinał | Południowa Afryka | Orlando Pirates  | 1–3 | 0–1    | 1–4          |

## Stadion
Domowe mecze klub rozgrywa na stadionie o nazwie Stade Dr. Gassim Hilal w Sangarédi, który może pomieścić 4000 widzów.

## Reprezentanci kraju grający w klubie od 1996 roku
Stan na sierpień 2024.
| - Aboubacar Kilé Bangoura - Mohamed Bangoura - Mohamed Camara - Ousmane Camara | - Sam Diallo - Karifala Keita - Jean Mousté - Ibrahima Yattara |